# Johan Holmqvist
Johan Erik Daniel Holmqvist (Svédország, Tierp, 1978. május 24. –) profi jégkorongozó kapus.

## Karrierje
Az Elitserienben szereplő Brynäs IF-ben kezdte karrierjét. Ebben a csapatban 1996 és 2000 között játszott. Közben az 1997-es NHL-drafton a New York Rangers kiválasztotta őt a hetedik kör 175. helyén. 2000 és 2003 között csak három NHL mérkőzésen szerepelt. A Rangers farmcsapatában az AHL-ben szereplő Hartford Wolf Pack-ben játszott. 2003 március 11-én a Minnesota Wildhoz került Lawrence Nycholat ellenében. Itt is legtöbbet a farmcsapatban szintén az AHL-ben szereplő Houston Aeros-ban játszott. Megnyerte a Jack A. Butterfield-trófeát amit a Calder-kupa rájátszásának az MVP-je kap. A Houstonnal megnyerte a bajnokságot. A következő idényt is az AHL-ben töltötte. A szezon végén visszatért Svédországba majd két szezon otthonlét után 2006. június 11-én ismét az NHL-ben találta magát. A 2007-08-as szezon utolsó átigazolási napján a Dallas Starshoz került ahol Marty Turco mögött a második számú kapus lett. 2008 óta hazájában a Frölunda HC-ben véd.

## Nemzetközi szereplés
Az 1995-ös és 1996-os junior Európa-bajnokságon részt vett de az 1995-ösön nem játszott. Játszott az 1998-as junior világbajnokságon is ahol nagyon jó teljesítményt nyújtott. Hosszú szünet után csak a 2005-ös felnőtt világbajnokságon találkozunk vele válogatott mezben. A következő évi világbajnokságon is ő védte a svédek kapuját. Ebben az évben Rigában világbajnokok lettek. Újabb szünet és csak a 2009-es világbajnokságon vett részt ahol bronzérmes lett a csapattal.

## Díjai
- Elitserien All-Star Gála: 2000
- Calder-kupa: 2003
- Jack A. Butterfield-trófea: 2003
- Világbajnoki aranyérem: 2006
- Világbajnoki bronzérem: 2009

## Karrier statisztika
| 1996–1997        | Brynäs IF           | SEL              | 2   | —  | —  | —  | —  | 0 | 0 | 0 | 3.00 | .878  | —  | —  | —  | — | — | — | — | —    | —    |
| 1997–1998        | Brynäs IF           | SEL              | 33  | —  | —  | —  | —  | 0 | 0 | 0 | 2.59 | .895  | 3  | —  | —  | — | — | — | — | 4.67 | .813 |
| 1998–1999        | Brynäs IF           | SEL              | 41  | —  | —  | —  | —  | 0 | 0 | 0 | 2.79 | .896  | 14 | 0  | 0  | 0 | — | — | — | 2.39 | .918 |
| 1999–2000        | Brynäs IF           | SEL              | 41  | —  | —  | —  | —  | 0 | 0 | 0 | 2.57 | .898  | 11 | —  | —  | — | — | — | — | 2.68 | .903 |
| 2000–2001        | Hartford Wolf Pack  | AHL              | 43  | 19 | 4  | 5  | 2  | 0 | 1 | 1 | 2.89 | .906  | 5  | 2  | 3  | 0 | 0 | 0 | 0 | 2.48 | .923 |
| 2000–2001        | New York Rangers    | NHL              | 2   | 0  | 2  | 0  | 0  | 0 | 0 | 0 | 5.04 | .859  | —  | —  | —  | — | — | — | — | —    | —    |
| 2001–2002        | Hartford Wolf Pack  | AHL              | 48  | 26 | 12 | 6  | 1  | 0 | 1 | 1 | 3.07 | .899  | 4  | 1  | 2  | 0 | 0 | 0 | 0 | 4.41 | .815 |
| 2001–2002        | New York Rangers    | NHL              | 1   | 0  | 0  | 0  | 0  | 0 | 0 | 0 | 0.00 | 1.000 | —  | —  | —  | — | — | — | — | —    | —    |
| 2002–2003        | Hartford Wolf Pack  | AHL              | 35  | 14 | 13 | 5  | 2  | 0 | 0 | 0 | 2.65 | .910  | —  | —  | —  | — | — | — | — | —    | —    |
| 2002–2003        | New York Rangers    | NHL              | 1   | 0  | 1  | 0  | 0  | 0 | 0 | 0 | 3.08 | .889  | —  | —  | —  | — | — | — | — | —    | —    |
| 2002–2003        | Charlotte Checkers  | ECHL             | 1   | 1  | 0  | 0  | 0  | 0 | 0 | 0 | 2.00 | .956  | —  | —  | —  | — | — | — | — | —    | —    |
| 2002–2003        | Houston Aeros       | AHL              | 8   | 5  | 3  | 0  | 1  | 0 | 0 | 0 | 3.88 | .900  | 23 | 15 | 8  | 0 | 0 | 0 | 0 | 2.00 | .928 |
| 2003–2004        | Houston Aeros       | AHL              | 59  | 23 | 27 | 7  | 4  | 0 | 2 | 2 | 2.88 | .908  | —  | —  | —  | — | — | — | — | —    | —    |
| 2004–2005        | Brynäs IF           | SEL              | 42  | —  | —  | —  | —  | 0 | 1 | 1 | 3.39 | .891  | —  | —  | —  | — | — | — | — | —    | —    |
| 2005–2006        | Brynäs IF           | SEL              | 26  | —  | —  | —  | —  | 0 | 3 | 3 | 1.95 | .927  | 4  | —  | —  | — | — | — | — | 4.02 | .866 |
| 2006–2007        | Tampa Bay Lightning | NHL              | 48  | 27 | 15 | 3  | 1  | 0 | 3 | 3 | 2.85 | .893  | 6  | 2  | 4  | 0 | 0 | 0 | 0 | 2.92 | .893 |
| 2007–2008        | Tampa Bay Lightning | NHL              | 45  | 20 | 16 | 6  | 2  | 0 | 1 | 1 | 3.01 | .890  | —  | —  | —  | — | — | — | — | —    | —    |
| 2007–2008        | Dallas Stars        | NHL              | 2   | 1  | 0  | 0  | 0  | 0 | 0 | 0 | 3.75 | .857  | —  | —  | —  | — | — | — | — | —    | —    |
| 2008–2009        | Frölunda HC         | SEL              | 55  | —  | —  | —  | —  | 0 | 1 | 1 | 2.15 | .917  | 11 | —  | —  | — | — | — | — | 2.41 | .905 |
| SEL Összesített  | SEL Összesített     | SEL Összesített  | 240 | —  | —  | —  | —  | 0 | 5 | 5 | —    | —     | 43 | 0  | 0  | 0 | 0 | 0 | 0 | —    | —    |
| NHL Összesített  | NHL Összesített     | NHL Összesített  | 99  | 48 | 34 | 9  | 3  | 0 | 4 | 4 | 2.99 | .890  | 6  | 2  | 4  | 0 | 0 | 0 | 0 | 2.92 | .893 |
| AHL Összesített  | AHL Összesített     | AHL Összesített  | 193 | 87 | 69 | 23 | 10 | 0 | 4 | 4 | 2.79 | .905  | 32 | 18 | 13 | 0 | 0 | 0 | 0 | 2.27 | .919 |
| ECHL Összesített | ECHL Összesített    | ECHL Összesített | 1   | 1  | 0  | 0  | 0  | 0 | 0 | 0 | 2.00 | .956  | —  | —  | —  | — | — | — | — | —    | —    |